# Batalla de Dunkerque (1940)
La batalla de Dunkerque fue una operación militar ocurrida en Dunkerque, Francia, durante la Segunda Guerra Mundial que enfrentó a los Aliados y a la Alemania nazi. El choque fue parte de la batalla de Francia del frente occidental. Consistió en la defensa de la población y la evacuación de las fuerzas británicas, francesas y belgas de Europa continental entre el 26 de mayo y el 4 de junio de 1940, un desembarco exitoso pero cuya realización despierta misterio hasta el día de hoy.
Después de la llamada «guerra de broma», la batalla de Francia comenzó oficialmente el 10 de mayo de 1940. Al este, el Grupo de Ejércitos B alemán invadió los Países Bajos y avanzó hacia el oeste. En respuesta, el comandante supremo aliado —el general francés Maurice Gamelin— puso en marcha el Plan D e ingresó a Bélgica para enfrentarse a los alemanes en los Países Bajos. El plan se apoyaba principalmente en las fortificaciones de la Línea Maginot de la frontera franco-alemana, pero las fuerzas alemanas ya habían atravesado la mayor parte de los Países Bajos antes de la llegada de las fuerzas francesas. Gamelin entonces desplegó sus fuerzas (tres ejércitos mecanizados, los ejércitos franceses Primero y Séptimo y la Fuerza Expedicionaria Británica (BEF)) a lo largo del río Dyle. El 14 de mayo, el Grupo de Ejércitos A alemán irrumpió en las Ardenas y avanzó rápidamente por el oeste hacia Sedán. Luego viró en sentido norte hacia el Canal de la Mancha en el denominado «corte de hoz» (Sichelschnitt) del Generalfeldmarschall Erich von Manstein, previsto en el Plan Amarillo (Fall Gelb) alemán, merced al cual flanqueó a las fuerzas aliadas.
Una serie de contraataques aliados —incluyendo la batalla de Arrás— no lograron frenar a la vanguardia alemana, que alcanzó la costa el 20 de mayo, separando cerca de Armentières a la BEF, al Primer Ejército francés y al Ejército belga de la mayoría de las tropas francesas, situadas al sur de las unidades alemanas que habían llegado al mar. Una vez en el Canal, las fuerzas alemanas recorrieron toda la costa norte, amenazando con apropiarse de los puertos y acorralar a las fuerzas británicas y francesas antes de que pudieran ser evacuadas a Inglaterra.
En una de las decisiones más debatidas de la guerra, los alemanes interrumpieron su avance sobre Dunkerque. Pese a la creencia popular, lo que se conoció como la «Orden de Alto» no fue idea de Adolf Hitler. Los Generalobersten (coroneles generales) Gerd von Rundstedt y Günther von Kluge sugirieron que las fuerzas alemanas que cercaban Dunkerque detuvieran su avance por el puerto y consolidaran sus posiciones para evitar la fuga de Aliados. Hitler aprobó la orden el 24 con el apoyo del alto mando de la Wehrmacht (Oberkommando der Wehrmacht, OKW). El ejército fue contenido por tres días, lo que dio a los Aliados tiempo suficiente para organizar la Operación Dinamo (la evacuación de Dunkerque) y construir una línea de defensa alrededor de la población sitiada. A pesar de la sombría situación de los Aliados, que llevó a algunos en el Reino Unido a sopesar la conveniencia de la capitulación, al final más de 330 000 soldados aliados fueron rescatados del cerco.

## Preludio
El 10 de mayo de 1940, Winston Churchill asumió como primer ministro del Reino Unido. Para el 26 de mayo, la BEF y el Primer Ejército francés fueron acorralados en un corredor frente al mar, de unos 97 km de largo y de entre 24 y 40 km de ancho. La mayoría de las fuerzas británicas estaban alrededor de Lille, a 64 km de Dunkerque, y con las fuerzas francesas más hacia el sur. Dos grupos de ejércitos alemanes los flanquearon: el Grupo de Ejércitos B del general Fedor von Bock por el este y el Grupo de Ejércitos A del general Gerd von Rundstedt por el oeste. Ambos oficiales fueron luego ascendidos a mariscales de campo.

## Orden de Alto
Durante los días siguientes... se conoció que la decisión de Hitler fue principalmente influenciada por Goering. Para el dictador el rápido movimiento del Ejército, cuyos riesgos y probabilidades de éxito no entendía por su falta de estudios militares, se volvió casi siniestro. Él estaba constantemente oprimido por un sentimiento de ansiedad sobre una posible derrota...
Halder, en una carta de julio de 1957.

El comandante L. F. Ellis dice:
El registro del día concluye con la nota: «La tarea del Grupo de Ejércitos A puede considerarse como completada en su mayor parte» —una visión que explica la reticencia de Rundstedt a emplear sus divisiones blindadas en la etapa final de limpieza de esta primera fase de la campaña—.
Halder escribió en su diario el 30 de mayo:
Brauchitsch está enfadado... El bolsón podría haberse cerrado en la costa si es que nuestros blindados no hubiesen sido retenidos. El mal tiempo ha dejado en tierra a la Luftwaffe y ahora debemos esperar y ver como incontables millares del enemigo huyen a Inglaterra bajo nuestras narices.
El 24 de mayo, Hitler visitó el cuartel general de von Rundstedt en Charleville. Se pensaba que el terreno alrededor de Dunkerque era insostenible para blindaje. Von Rundstedt aconsejó que la infantería debían atacar a las fuerzas británicas en Arrás, donde los británicos habían probado responder de forma eficaz, mientras los blindados de Kleist mantenían las líneas al oeste y sur de Dunkerque para asaltar a las fuerzas aliadas que se retiraban ante el Grupo de Ejércitos B. Hitler, quien estaba familiarizado con las ciénagas de Flandes en la Primera Guerra Mundial, aceptó. Esta orden le permitió a los alemanes consolidar sus ganancias y preparar un avance hacia el sur contra los restos de las fuerzas francesas.
El comandante de la Luftwaffe (Fuerza Aérea) Hermann Göring solicitó la oportunidad de destruir las fuerzas en Dunkerque. La destrucción de las fuerzas aliadas fue entonces inicialmente asignada a la fuerza aérea mientras la infantería alemana se organizaba en el Grupo de Ejércitos B. Von Rundstedt más tarde llamó a esto «uno de los más importantes puntos de ruptura de la guerra».

Aún hoy se debate la verdadera razón para la orden de alto a los tanques alemanes el 24 de mayo. Una teoría es que Von Rundstedt y Hitler acordaron conservar los tanques para el Plan Rojo (fall rot), una operación al sur. Es posible que los vínculos más estrechos de la Luftwaffe con el Partido Nazi contribuyeran a la aprobación de Hitler al pedido de Göring. Otra teoría —que pocos historiadores han considerado— es que Hitler aún estaba tratando de establecer la paz diplomática con Inglaterra antes de la Operación Barbarroja (la invasión de la Unión Soviética). Aunque luego de la guerra, von Rundstedt confesó sus sospechas de que Hitler quería «ayudar a los británicos», basado en supuestas alabanzas al Imperio Británico durante una visita a su cuartel general, existe poca evidencia de que Hitler quisiera dejar escapar a los Aliados, aparte de una autojustificación del propio Hitler en 1945. El historiador Brian Bond escribió:
Pocos historiadores aceptan la idea que el comportamiento de Hitler estuvo influenciado por el deseo de dejar ir a los británicos con la esperanza que luego aceptarían un compromiso de paz. Ciertamente, en su testamento político del 26 de febrero de 1945, Hitler lamentó que Churchill fue «incapaz de apreciar el espíritu deportivo» al haberse abstenido de aniquilar a las Fuerzas Expedicionarias Británicas en Dunkerque, pero esto difícilmente encaja con el registro contemporáneo. La Directiva n.º 13, emitida por el Cuartel Supremo el 24 de mayo, indica específicamente la aniquilación de las fuerza francesas, británicas y belgas en la ciénaga, mientras que a la Luftwaffe se le ordenó evitar el escape de las fuerzas británicas a través del canal.
Cualesquiera que fuesen los motivos de la decisión de Hitler, los alemanes confiaron en que las tropas aliadas estaban perdidas. El periodista estadounidense William L. Shirer reportó el 25 de mayo: «Los círculos militares alemanes lo dijeron francamente esta noche. Dicen que el destino del gran Ejército Aliado cercado en Flandes está sellado». El comandante de la BEF, Lord Gort, estuvo de acuerdo y le escribió a Anthony Eden: «No puedo ocultarle que una gran parte de la BEF y sus equipos inevitablemente se perderán, en la mejor de las circunstancias».
Hitler no revocó la Orden de Alto hasta la noche del 26 de mayo. Los tres días ganados dieron un respiro vital a la Marina Real para organizar la evacuación de las tropas aliadas. Unos 338 000 hombres fueron rescatados durante 11 días. De estos, unos 215 000 eran británicos, 123 000 eran franceses, de los cuales 102 250 escaparon en barcos británicos.

## La batalla

### «Luchen hacia el oeste»

Mapa de la ubicación de Boulogne, Lille y Calais —cerca a la frontera con Bélgica— últimas fortalezas francesas en resistir al avance de la Wehrmacht.

El 26 de mayo, Anthony Eden le dijo a Lord Gort, comandante en jefe de la BEF, que podría verse obligado a «luchar de vuelta al oeste» y le ordenó preparar los planes para la evacuación, pero sin informar a los francesas o a los belgas. Gort ya había previsto la orden y tenía a la mano planes preliminares. El primer plan, para la defensa a lo largo del canal de Lys, no pudo llevarse a cabo debido a los avances alemanes el 26 de mayo, con las 2.ª y 50.ª División inmovilizadas, y las 1.ª, 5.ª y 48.ª División bajo ataque. La 2.ª División sufrió grandes bajas tratando de mantener abierto el corredor, siendo reducida a brigada de combate, pero tuvieron éxito; las 1.ª, 3.ª, 4.ª y 42.ª División escaparon por el corredor ese día, así como también una tercera parte del Primer Ejército Francés. Mientras los Aliados se retiraban, ellos desmantelaban su artillería y vehículos y destruían sus almacenes.
El 27 de mayo, los británicos respondieron en batalla hacia el perímetro de Dunkerque. La masacre de Le Paradis tuvo lugar ese día, cuando la 3.ª División SS Totenkopf ametralló a 97 prisioneros británicos y franceses cerca del canal de La Bassée. Los prisioneros británicos eran del 2.º Batallón del Regimiento Real de Norfolk, parte de la 4.ª Brigada de la 2.ª División. Los SS los alinearon frente a la pared de un granero y les dispararon; solo dos sobrevivieron. Mientras tanto, la Luftwaffe lanzó bombas y octavillas a los ejércitos Aliados. Las octavillas mostraban un mapa de la situación. Se leía, en inglés y francés: «¡Soldados británicos! Miren el mapa: ¡Esta es su situación real! Sus tropas están rodeadas. ¡Dejen de luchar! ¡Depongan sus armas!» Para los alemanes, que tenían el control en tierra y en el aire, el mar parecía una barrera infranqueable, así que creyeron que los Aliados estaban rodeados; pero los británicos vieron en el mar una ruta de escape.
Además de las bombas de la Luftwaffe, la artillería pesada alemana (que ya estaba en el perímetro de alcance) también disparaba proyectiles de alto calibre hacia Dunkerque. Para entonces, más de mil civiles en el pueblo habían muerto. Este bombardeo continuó hasta que la evacuación terminó.

### Batalla de Wytschaete
Gort había enviado al general Ronald Adam, al mando de la III Brigada, para levantar el perímetro de defensa alrededor de Dunkerque. El general Alan Brooke, al mando de la II Brigada, debía comandar una acción de contención con las 3.ª, 4.ª, 5.ª y 50.ª División a lo largo del canal Ypres-Comines hasta el río Yser, mientras el resto de la BEF se replegaba. la Batalla de Wytschaete, en la frontera de Bélgica, fue la acción más dura que Brooke enfrentó en su rango.
El 26 de mayo, los alemanes hicieron una prueba de fuerza ante la posición británica. Al mediodía del 27 de mayo, realizaron un ataque a gran escala con las tres divisiones al sur de Ypres. Por ende, tuvo lugar una confusa batalla, donde había poca visibilidad debido al terreno boscoso o urbano, y las comunicaciones eran precarias porque los británicos en ese entonces no usaban radios en el campo de batalla y las líneas telefónicas habían sido cortadas. Los alemanes utilizaron tácticas de espionaje para mezclarse con los británicos, quienes fueron vencidos.
La lucha más dura fue en el sector de la 5.ª División. El 27 de mayo, Brooke ordenó al comandante de la 3.ª División, el general Bernard Montgomery, para abrir la línea de su división hacia la izquierda y así liberar a las 10.ª y 11.ª Brigada, ambas de la 4.ª División, para unirse a la 5.ª División en la loma de Messines. La 10.ª Brigada llegó primero y descubre que el enemigo ha avanzado tanto que estaban cercando el campo de artillería británico. Entre ambas brigadas liberaron la loma de los alemanes y para el 28 de mayo ya estaban seguros al este de Wytschaete.
Ese día, Brooke ordenó un contraataque. Este sería encabezado por dos batallones, el 3.º de Guardias de Granadas y el 2.º Regimiento de Staffordshire del Norte, ambos de la 1.ª División del general Harold Alexander. El 2.º Regimiento logró avanzar hasta el río Kortekeer, mientras los Guardia llegaron al canal, pero no pudieron defenderlo. El contraataque perturbó a los alemanes, conteniéndolos un poco más mientras la BEF se retiraba.

### Acción en Poperinge
La ruta de regreso hacia Dunkerque desde la posición de Brooke pasaba por el pueblo de Poperinge (conocido como «Poperinghe» en la mayoría de las fuentes británicas), donde se formó un embotellamiento en el puente sobre el canal Yser. La mayoría de las rutas principales del área convergían en ese puente. El 27 de mayo, la Luftwaffe bombardeó duramente el embotellamiento durante dos horas, destruyendo o inmovilizando el 80 por ciento de los vehículos. Otra incursión de la Luftwaffe, la noche entre el 28 y 29 de mayo, fue iluminada con bengalas así como por el fuego de los vehículos incendiados. La 4.ª División británica, en particular, tuvo que abandonar muchas armas y camiones, perdiéndolos casi todos entre Poperinge y el Mont.
La 6.ª Panzerdivision pudo probablemente haber destruido la 44.ª División en Poperinge el 29 de mayo, aislando así a las 3.ª y 50.ª División. El historiador y escritor Julian Thompson califica como «sorprendente» que no lo hayan hecho, pero estaban distraídos tomando el pueblo cercano de Cassel.

### Rendición belga
Gort ordenó al general Adam y al general francés Fagalde, que preparasen un perímetro defensivo alrededor de Dunkerque. El perímetro era semicircular, con soldados franceses defendiendo el sector occidental y soldados británicos en el oriental. Iba por toda la línea costera belga desde Nieuwpoort en el este a través de Furnes, Bulskamp y Bergues hasta Gravelinas en el oeste. La línea era tan fuerte como lo permitían las circunstancias, pero el 28 de mayo el Ejército belga, que ya estaba numéricamente superado por los atacantes alemanes y todavía bajo el mando del rey Leopoldo, quien se rehusó a abandonar a sus soldados y los refugiados belgas dentro del pequeño enclave de lo que restaba de Bélgica libre, se rindió. Esto dejó una brecha de 32 km en el flanco oriental de Gort, entre los británicos y el mar. Los británicos fueron sorprendidos por la capitulación belga, a pesar de que el rey Leopoldo les había advertido de antemano. Como monarca constitucional, la decisión de Leopoldo de rendirse sin consultar con el gobierno belga hizo que fuese condenado por los primeros ministros de Bélgica y Francia, Hubert Pierlot y Paul Reynaud.
El rey Jorge VI envió a Gort un telegrama que decía:

Todos tus compatriotas han estado siguiendo con orgullo y admiración la valerosa resistencia de la Fuerza Expedicionaria Británica durante la continua lucha de anoche. Enfrentados a circunstancias fuera de su control, en una posición de extrema dificultad, están mostrando una gallardía que nunca fue superada en los anales del Ejército británico. Los corazones de todos nosotros en casa están contigo y tus magníficos soldados en esta hora de peligro.

Gort envió a las agotadas 3.ª, 4.ª y 50.ª División a primera línea para llenar el espacio que dejaron los belgas.
si

### Defensa del perímetro

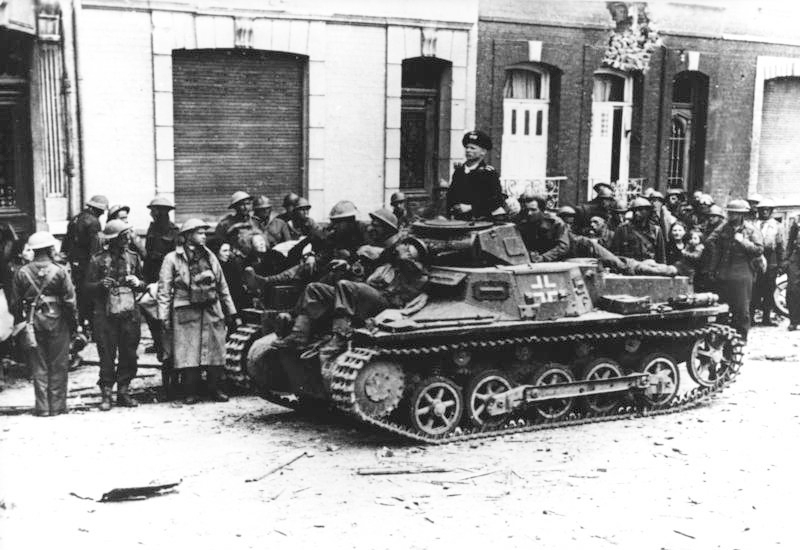
Prisioneros de guerra británicos junto a un tanque ligero alemán Pzkpfw Ib.

Mientras aún estaban moviéndose hacia sus posiciones, se toparon con la 256.ª División alemana, que trataba de flanquear a Gort. Los automóviles blindados del 12.º de Lanceros detuvieron a los alemanes en el mismo Nieuwpoort. Una confusa batalla tuvo lugar a lo largo del perímetro durante el 28 de mayo. El control de la situación se desintegraba en el lado británico, por lo que el perímetro era lentamente empujado en dirección a Dunkerque.
Mientras tanto, Erwin Rommel había rodeado a cinco divisiones del Primer Ejército Francés cerca de Lille. A pesar de estar completamente aislados y disminuidos, los franceses lucharon durante cuatro días al mando del general Molinié, desviando así siete divisiones alemanas del asalto a Dunkerque y salvando un número estimado de cien mil soldados aliados.
La defensa del perímetro continuó durante los días 29 y 30 de mayo, con los aliados retirándose gradualmente. El 31 de mayo, los alemanes casi habían atravesado Nieuwpoort. La situación se volvió tan desesperada que dos comandantes británicos de batallón tuvieron que utilizar una ametralladora ligera Bren, con un coronel disparándola y el otro recargándola. Unas pocas horas después, el 2.º Batallón de Guardias de Coldstream avanzó para reforzar la línea cerca de Furnes, de donde las tropas británicas había sido dirigidas. Los Guardias restauraron el orden al disparar sobre algunos soldados que huían y haciendo volver a otros a punta de bayoneta. Los soldados británicos regresaron a la línea y el asalto alemán fue repelido.
En la tarde de aquel día, los alemanes rompieron el perímetro cerca del canal en Bulskamp, pero el terreno pantanoso del otro lado del canal, con disparos esporádicos de la Infantería Ligera de Durham, los detuvo. Al caer la noche, los alemanes concentraron fuerzas para otro ataque en Nieuwpoort. 18 bombarderos de la RAF hallaron a los alemanes mientras aún estaban formándose, así que los dispersaron con un preciso bombardeo.

### Retirada a Dunkerque

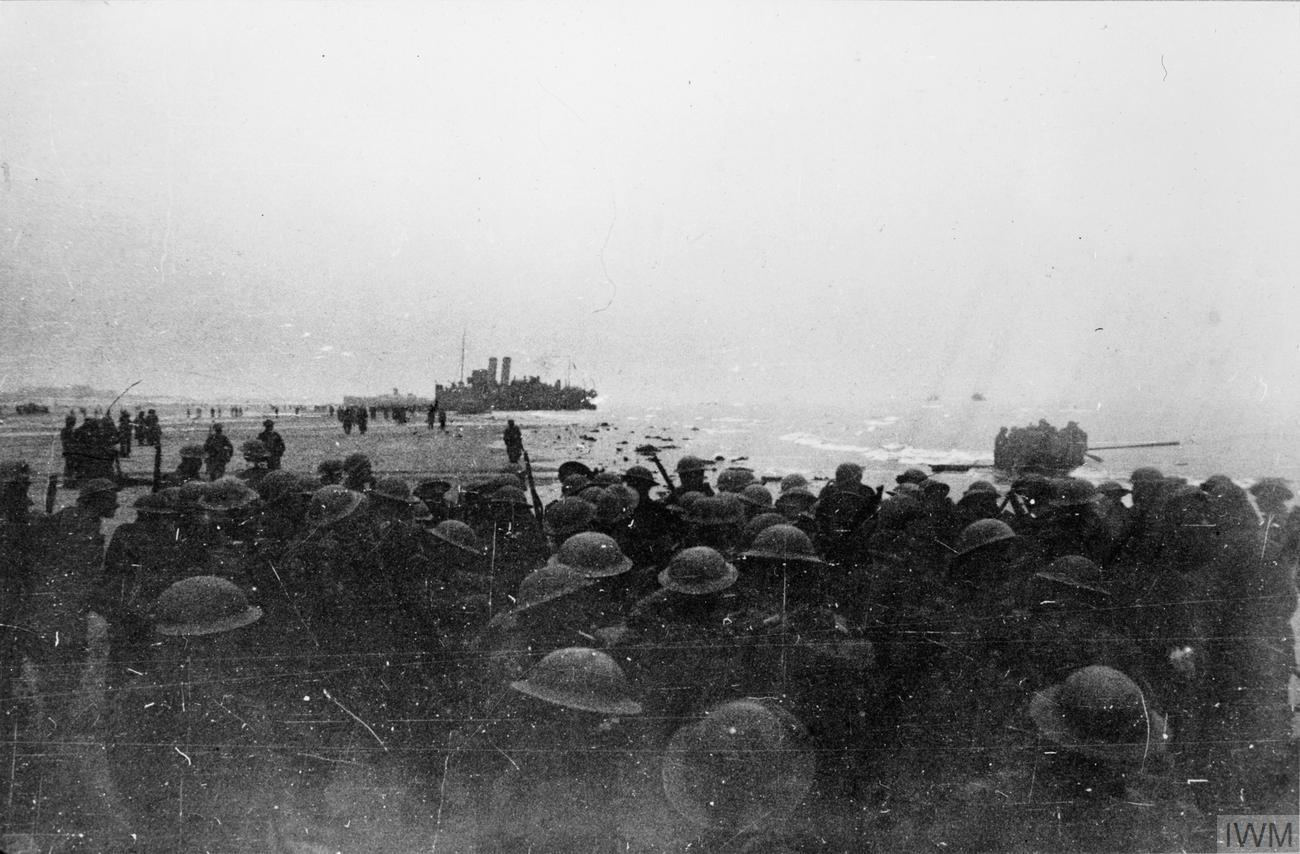
Soldados británicos en la playa de Dunkerque.

También el 31 de mayo, el general von Kuechler asumió el mando de todas las fuerzas alemanas en Dunkerque. Su plan era sencillo: lanzar un ataque a gran escala a lo largo de todo el frente a las 11:00 a. m. del 1 de junio. Extrañamente, von Kuechler ignoró una interceptación de radio que le informaba de que los británicos estaban abandonando el extremo oriental de la línea para retirarse a Dunkerque.
La mañana del 1 de junio estaba despejada —buen tiempo para volar, en contraste con el mal tiempo que impidió las operaciones aéreas del 30 y 31 de mayo (solamente hubo dos días y medio de buen tiempo en toda la operación). A pesar de que Churchill había prometido a los franceses que los británicos cubrirían su retirada, en la práctica fueron los franceses quienes sostuvieron la línea mientas los últimos soldados británicos eran evacuados. Soportando el fuego concentrado de la artillería alemana, las bombas y los ataques a tierra de la Luftwaffe, los franceses resistieron. El 2 de junio (el día en que las últimas unidades británicas fueron embarcadas), los franceses empezaron a retirarse lentamente; para el 3 de junio los alemanes estaban a 3 km de Dunkerque. La noche del citado día fue la última de la evacuación. A las 10:20 a. m. del 4 de junio, los alemanes izaron la esvástica sobre los muelles desde donde tantos soldados británicos y franceses habían escapado.
La desesperada resistencia de las fuerzas aliadas, especialmente la 12.ª División de Infantería Motorizada francesa del Fuerte des Dunes, logró ganar tiempo para la evacuación masiva de las tropas. La Wehrmacht capturó unos 35 000 soldados, casi todos franceses. Estos hombres habían protegido la evacuación hasta el último momento y no pudieron embarcar. El mismo destino estaba reservado para los supervivientes de la Infantería Motorizada (compuesta particularmente por el 150.º Regimiento de Infantería francés): fueron tomados prisioneros la mañana del 4 de junio en la playa de Malo-les-Bains. La bandera de este regimiento fue incendiada para que no cayera en manos enemigas.

## Evacuación

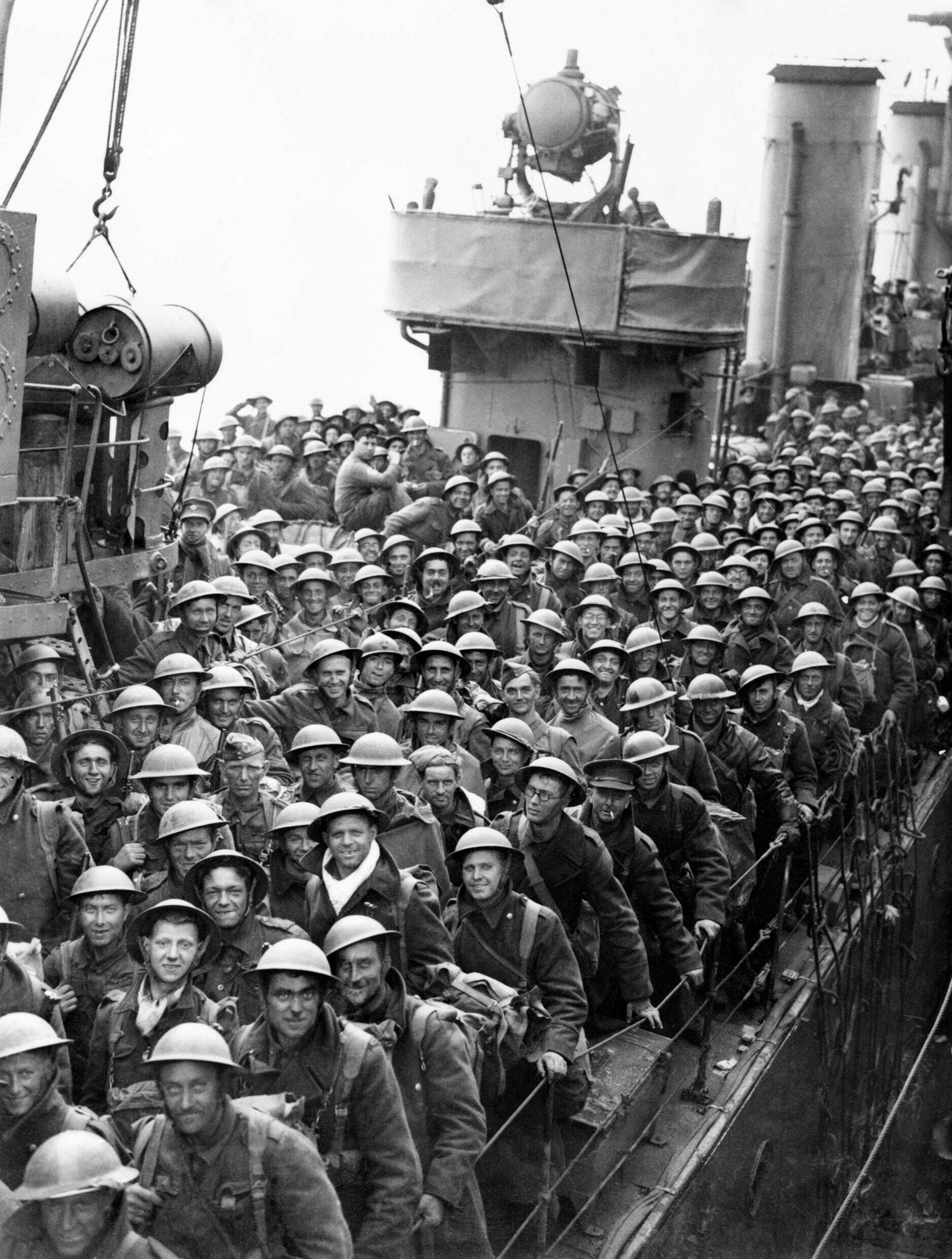
Soldados británicos a bordo de un destructor esperan tomar tierra en Dover.

El Despacho de Guerra tomó la decisión de evacuar a las fuerzas británicas el 25 de mayo. En los nueve días del 27 de mayo al 4 de junio, 338 226 hombres escaparon, incluyendo 139 997 soldados franceses, polacos y belgas, junto a un pequeño número de soldados holandeses, a bordo de 861 embarcaciones (de las cuales 243 fueron hundidas durante la operación). Liddell Hart dice que el Comando de Cazas británico perdió 106 aviones peleando sobre Dunkerque y que la Luftwaffe perdió unos 135, algunos de los cuales fueron derribados por la Armada francesa y la Marina Real. MacDonald escribió en 1986 que los británicos perdieron 177 aviones y los alemanes perdieron 240.
Los muelles de Dunkerque estaban muy dañados para utilizarse, pero los espigones este y oeste estaban intactos. El capitán William Tennant —a cargo de la evacuación— decidió utilizar las playas y el espigón este para amarrar los barcos. Esta idea muy exitosa aumentó sustancialmente el número de soldados que podían ser embarcados cada día y el 31 de mayo, más de 68 000 hombres fueron embarcados.
Los últimos soldados británicos partieron el 3 de junio a las 10:50 a. m., Tennat telegrafió a Ramsay para decirle: «Operación completada. Regresando a Dover.» Sin embargo, Churchill insistió en regresar por los franceses, por lo que la Marina Real volvió el 4 de junio, para rescatar tantos soldados franceses de la retaguardia como fuese posible. Más de 26 000 soldados franceses fueron evacuados en aquel último día, pero entre 30 000 y 40 000 más fueron abandonados y obligados a rendirse ante los alemanes.

## Consecuencias

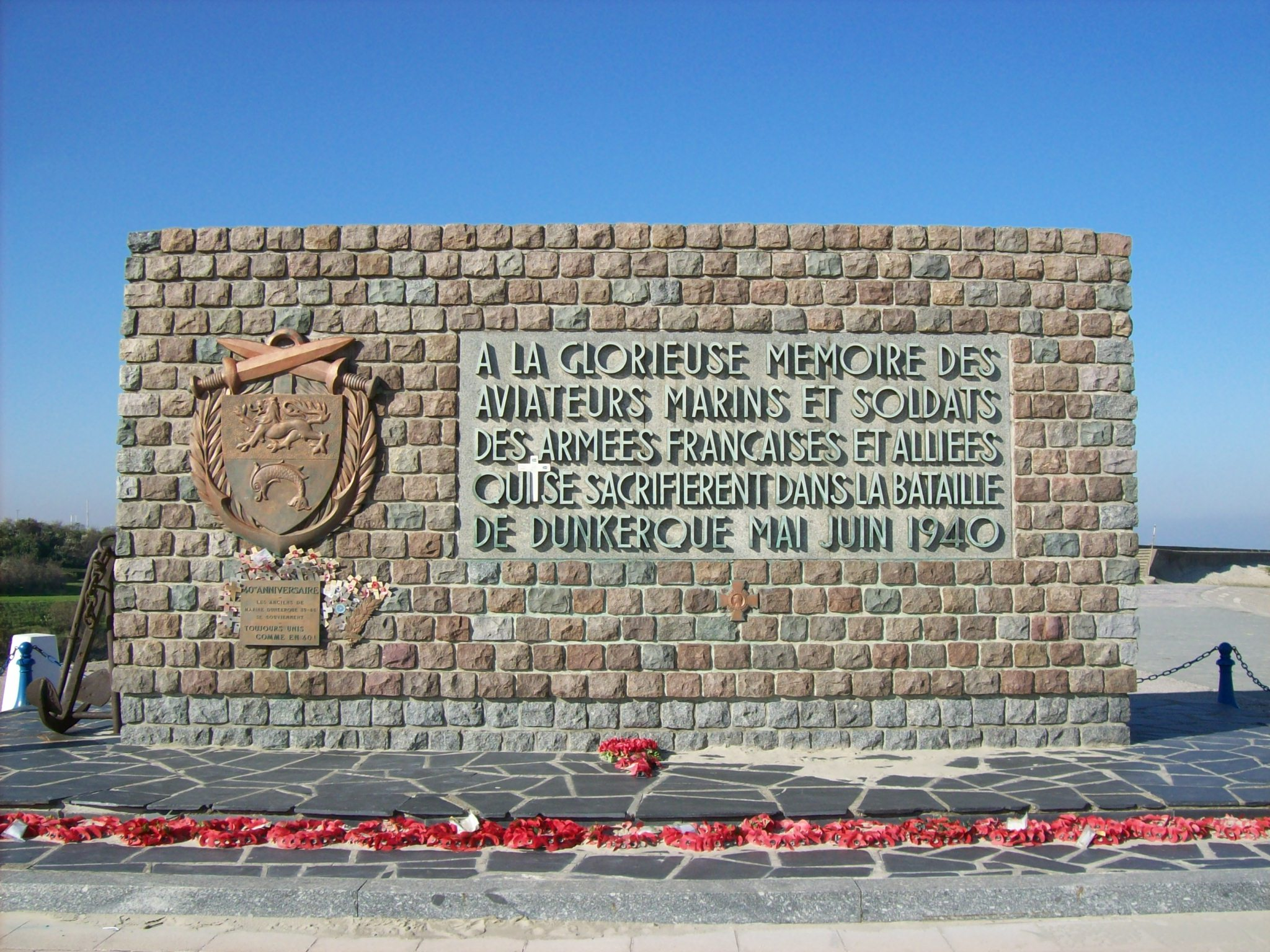
Memorial de la batalla en Dunkerque.

Después de los hechos en Dunkerque, las fuerzas alemanas se reagruparon antes de comenzar la operación Plan Rojo (Fall Rot), un asalto renovado hacia el sur, a partir del 5 de junio. Aunque dos divisiones británicas frescas habían empezado a moverse hacia Francia en un intento de formar una segunda BEF, la decisión fue tomada el 14 de junio para retirar a todos los soldados británicos restantes; una evacuación llamada Operación Ariel. El 25 de junio, casi 192 000 soldados Aliados, de los cuales 144 000 eran británicos, fueron evacuados a través de varios puertos franceses. A pesar de que el Ejército francés siguió luchando, los alemanes entraron a París el 14 de junio. El gobierno francés fue obligado a negociar un armisticio en Compiègne el 22 de junio.
La pérdida de pertrechos en las playas fue enorme. El Ejército británico abandonó suficientes equipos como para equipar a unas ocho o diez divisiones. Fueron abandonados en Francia, entre otras cosas, enormes depósitos de municiones, 880 cañones de campaña, 310 cañones de gran calibre, unos 500 cañones antiaéreos, unos 850 cañones antitanque, 11 000 ametralladoras, casi 700 tanques, 20 000 motocicletas y 45 000 automóviles y camiones. Los pertrechos del Ejército disponibles en el Reino Unido apenas eran suficientes para equipar a dos divisiones. El Ejército británico necesitó meses para reabastecerse adecuadamente y algunas introducciones planificadas de nuevos equipos fueron detenidas, mientras los recursos industriales se concentraban en cubrir las pérdidas. Los oficiales les decían a los soldados que se retiraban de Dunkerque que incendiaran o desmantelaran sus camiones (para no beneficiar el avance de las fuerzas alemanas). La escasez de vehículos militares fue tan severa después de Dunkerque, que el Cuerpo del Servicio Real del Ejército (RASC) quedó limitado a recuperar y restaurar autobuses obsoletos y automóviles de las chatarrerías británicas, para repararlos y emplearlos como transporte de tropas. Algunos de aquellos antiguos vehículos aún estaban en servicio en una fecha tan tardía como la campaña del norte de África de 1942.
El 2 de junio, el deán de la catedral de San Pablo, Walter Matthews, fue el primero en llamar a esta evacuación el «milagro de Dunkerque».
En Dunkerque hay un monumento conmemorativo de mármol en recuerdo de la batalla. Su texto en francés dice: «A la gloriosa memoria de los pilotos, marineros y soldados de los ejércitos franceses y Aliados que se sacrificaron en la batalla de Dunkerque, mayo-junio de 1940».
Los soldados de la BEF cuyos cadáveres no fueron recuperados, son conmemorados en el monumento de Dunkerque.

## «Espíritu de Dunkerque»

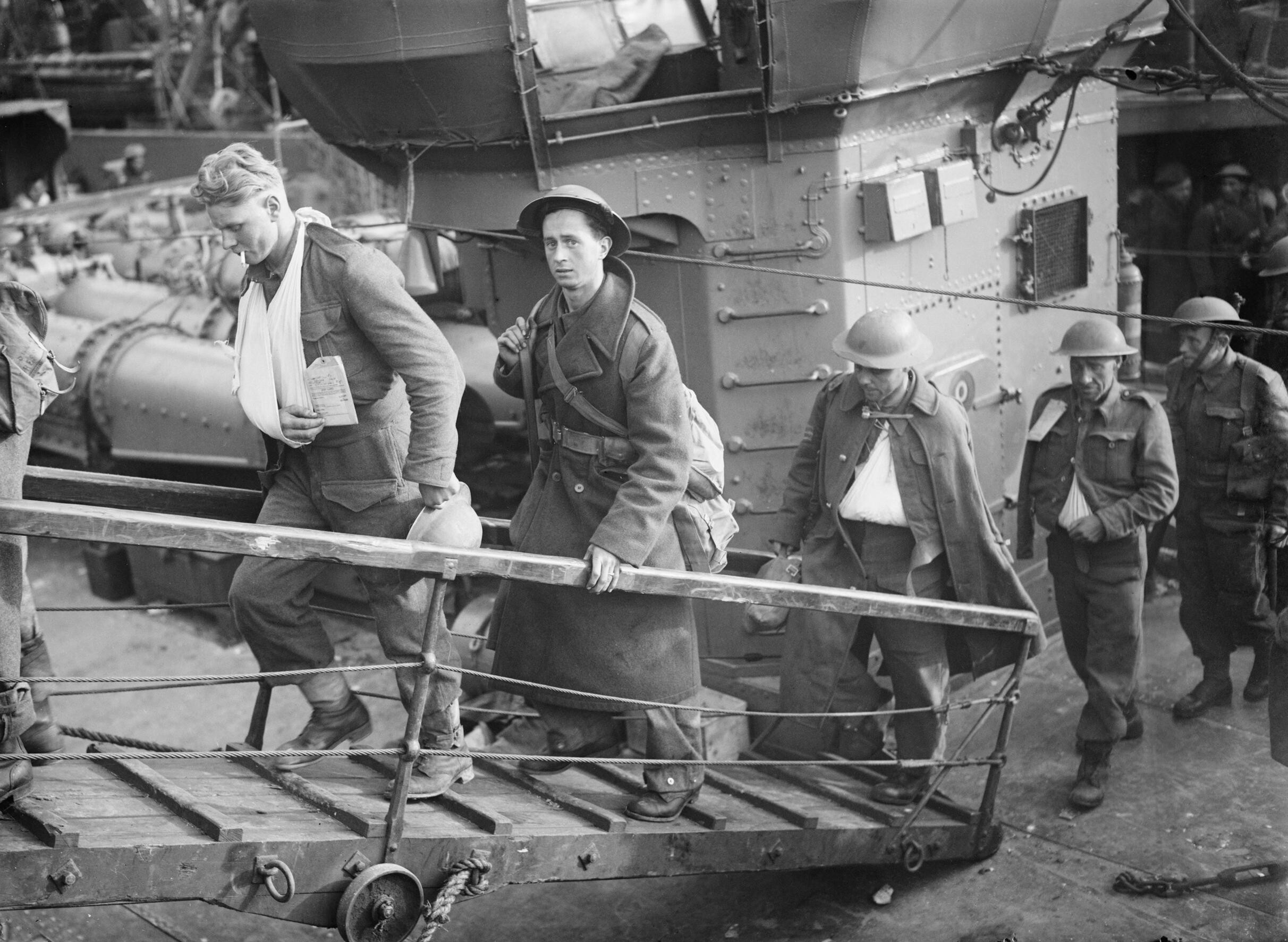
Soldados británicos evacuados de Dunkerque bajan de un destructor en Dover el 31 de mayo de 1940.

La prensa británica explotó posteriormente la exitosa evacuación de Dunkerque en 1940, en especial el papel de los «pequeños barcos de Dunkerque», de forma muy efectiva. Muchos de ellos eran embarcaciones particulares, tales como pesqueros y yates y navíos comerciales tales como las barcazas también contribuyeron con la fuerza, incluyendo algunos de lugares tan remotos como la isla de Man y Glasgow. Estas pequeñas embarcaciones —guiadas por buques de guerra a través del canal desde el estuario del Támesis y Dover— ayudaron en la evacuación oficial. Siendo capaces de acercarse mucho más a las aguas poco profundas de las playas, los «pequeños barcos» actuaron como transbordadores hacia y desde las grandes embarcaciones, llevando soldados que hacían fila dentro del agua, muchos de ellos esperando por horas con el agua hasta los hombros. El término «espíritu de Dunquerke» hace referencia a la solidaridad del pueblo británico en tiempos de adversidad.

## Medalla Dunkerque
En 1960, se estableció una medalla conmemorativa de la Asociación Nacional Francesa de Veteranos del Sector Fortificado de Flandes y Dunkerque, en nombre del pueblo de Dunkerque. La medalla inicialmente era otorgada a los defensores franceses de Dunkerque, en 1970 la calificación se expandió para incluir las fuerzas británicas que sirvieron en el sector de Dunkerque y sus fuerzas de rescate, incluyendo a los civiles voluntarios de los «pequeños barcos».
El diseño de la medalla de bronce incluía las armas del pueblo, con la inscripción Dunkerque 1940 en el reverso.